# Tesî, Litîn
Tesî (în ucraineană Теси) este localitatea de reședință a comunei Tesî din raionul Litîn, regiunea Vinnița, Ucraina.

## Demografie
Componența lingvistică a localității Tesî
     Ucraineană (99,72%)
Conform recensământului din 2001, majoritatea populației localității Tesî era vorbitoare de ucraineană (99,72%), existând în minoritate și vorbitori de alte limbi.